# Società Sportiva Arezzo 2022-2023
Questa voce raccoglie le informazioni riguardanti la Società Sportiva Arezzo nelle competizioni ufficiali della stagione 2022-2023.

## Divise e sponsor
Il fornitore tecnico per la stagione 2022-2023 è Rever, mentre gli sponsor di maglia sono i seguenti:
- New Energy, il cui marchio appare al centro delle divise
- Marino Mercato, il cui marchio appare al centro delle divise
- Agostini B., il cui marchio appare al centro delle divise
- Gimet Brass, sul retro sotto il numero di maglia

| 1ª divisa | 2ª divisa |

## Rosa
| N. |                   | Ruolo | Calciatore                    |
| -- | ----------------- | ----- | ----------------------------- |
| 1  | Italia (bandiera) | P     | Luca Trombini                 |
| 2  | Italia (bandiera) | D     | Andrea Martucci               |
| 3  | Italia (bandiera) | D     | Luca Lorenzini                |
| 3  | Italia (bandiera) | D     | Mattia Pretato                |
| 4  | Italia (bandiera) | D     | Giacomo Risaliti              |
| 5  | Italia (bandiera) | C     | Sebastiano Bianchi            |
| 6  | Italia (bandiera) | D     | Lorenzo Polvani               |
| 7  | Italia (bandiera) | A     | Roberto Convitto              |
| 8  | Italia (bandiera) | C     | Andrea Settembrini (capitano) |
| 9  | Mali (bandiera)   | A     | Samake Boubacar               |
| 9  | Italia (bandiera) | A     | Lorenzo Persichini            |
| 10 | Italia (bandiera) | A     | Emiliano Pattarello           |
| 11 | Italia (bandiera) | A     | Mattia Gaddini                |
| 12 | Italia (bandiera) | P     | Mattia Di Furia               |
| 13 | Italia (bandiera) | D     | Leonardo Bruni                |
| 14 | Italia (bandiera) | C     | Daniele Forte                 |
| 14 | Italia (bandiera) | C     | Ettore Arduini                |

| N. |                    | Ruolo | Calciatore              |
| -- | ------------------ | ----- | ----------------------- |
| 15 | Italia (bandiera)  | D     | Andrea Poggesi          |
| 16 | Italia (bandiera)  | A     | Simone Bramante         |
| 17 | Italia (bandiera)  | C     | Mirko Lazzarini         |
| 18 | Italia (bandiera)  | C     | Mattia Damiani          |
| 19 | Liberia (bandiera) | A     | Cherif Diallo           |
| 19 | Italia (bandiera)  | C     | Raffaele Cantisani      |
| 20 | Italia (bandiera)  | D     | Samuele Zona            |
| 21 | Italia (bandiera)  | C     | Luca Castiglia          |
| 22 | Italia (bandiera)  | P     | Lorenzo Viti            |
| 23 | Italia (bandiera)  | D     | Gianmarco Pericolini    |
| 24 | Italia (bandiera)  | C     | Fabio Foglia            |
| 25 | Italia (bandiera)  | C     | Giulio Dema             |
| 26 | Albania (bandiera) | A     | Alessandro Zhupa        |
| 27 | Italia (bandiera)  | D     | Marco Romiti            |
| 28 | Italia (bandiera)  | A     | Niccolò Gucci           |
| 29 | Italia (bandiera)  | D     | Michelangelo Scichilone |
| 30 | Italia (bandiera)  | D     | Alessandro Stopponi     |

## Calciomercato

### Sessione estiva
| Acquisti | Acquisti             | Acquisti             | Acquisti      |
| R.       | Nome                 | da                   | Modalità      |
| -------- | -------------------- | -------------------- | ------------- |
| P        | Mattia Di Furia      | Pontedera            | prestito      |
| P        | Giuliano Falsettini  | Pisa                 | svincolato    |
| P        | Luca Trombini        | Città di Varese      | svincolato    |
| P        | Lorenzo Viti         | Pisa                 | prestito      |
| D        | Leonardo Bruni       | Follonica Gavorrano  | svincolato    |
| D        | Mattia Damiani       | Udinese              | prestito      |
| D        | Luca Lorenzini       | Trestina             | svincolato    |
| D        | Andrea Martucci      | Empoli               | prestito      |
| D        | Gianmarco Pericolini | Pontevecchio         | svincolato    |
| D        | Andrea Poggesi       | Fiorentina           | svincolato    |
| D        | Lorenzo Polvani      | Ravenna              | svincolato    |
| D        | Giacomo Risaliti     | Vibonese             | svincolato    |
| D        | Marco Romiti         | Prato                | svincolato    |
| C        | Sebastiano Bianchi   | Sestri Levante       | svincolato    |
| C        | Luca Castiglia       | Piacenza             | svincolato    |
| C        | Valerio Cristaldi    | Troina               | fine prestito |
| C        | Daniele Forte        | Arzignano Valchiampo | svincolato    |
| C        | Andrea Settembrini   | Padova               | svincolato    |
| A        | Samake Boubacar      | Licata               | svincolato    |
| A        | Simone Bramante      | Carrarese            | svincolato    |
| A        | Roberto Convitto     | Pianese              | svincolato    |
| A        | Cherif Diallo        | Derthona             | svincolato    |
| A        | Mattia Gaddini       | Borgosesia           | svincolato    |
| A        | Ramon Muzzi          | Lupa Frascati        | fine prestito |
| A        | Emiliano Pattarello  | Trento               | svincolato    |

| Cessioni | Cessioni              | Cessioni                  | Cessioni      |
| R.       | Nome                  | a                         | Modalità      |
| -------- | --------------------- | ------------------------- | ------------- |
| P        | Lapo Balucani         | Sansovino                 | prestito      |
| P        | Edoardo Colombo       | Cavese                    | svincolato    |
| P        | Aldo Commisso         | Gioisa Jonica             | svincolato    |
| P        | Giuliano Falsettini   | Prato                     | svincolato    |
| D        | Giacomo Biondi        |                           | svincolato    |
| D        | Lorenzo Campaner      | Sampdoria                 | fine prestito |
| D        | Ruben Ceccherini      | Montagnano                | prestito      |
| D        | Francesco Frosali     | Lupa Frascati             | svincolato    |
| D        | Paolo Giofrè          | Audace Cerignola          | svincolato    |
| D        | Daniele Magliocca     | Genoa                     | fine prestito |
| D        | Damiano Manchia       | Terranuova Traiana        | prestito      |
| D        | Fabio Mastino         | Carbonia                  | svincolato    |
| D        | Petro Memushi         | A&N Prizren               | svincolato    |
| D        | Jacopo Nobile         | Cosenza                   | fine prestito |
| D        | Paride Pinna          |                           | svincolato    |
| D        | Federico Pizzutelli   | FC Francavilla            | svincolato    |
| D        | Giacomo Ruggeri       | Parma                     | fine prestito |
| D        | Junior van der Velden | Sporting '70              | svincolato    |
| C        | Alessio Benedetti     | United Riccione           | svincolato    |
| C        | Valerio Cristaldi     | Finale                    | prestito      |
| C        | Riccardo Doratiotto   | Città di Castello         | svincolato    |
| C        | Edoardo Mancino       | Afragolese                | svincolato    |
| C        | Alessandro Marchi     | Flaminia CivitaCastellana | svincolato    |
| C        | Michele Pisanu        | Roma City                 | svincolato    |
| C        | Giuseppe Sicurella    | Team Nuova Florida        | svincolato    |
| A        | Elio Calderini        | Città di Castello         | svincolato    |
| A        | Aniello Cutolo        |                           | fine carriera |
| A        | Damiano Marras        | Lupa Frascati             | svincolato    |
| A        | Niccolò Marras        | Sambenedettese            | prestito      |
| A        | Ramon Muzzi           | Lupa Frascati             | svincolato    |
| A        | Mattia Persano        | Luparense                 | svincolato    |

### Operazioni tra le due sessioni
| Acquisti | Acquisti      | Acquisti | Acquisti   |
| R.       | Nome          | da       | Modalità   |
| -------- | ------------- | -------- | ---------- |
| A        | Niccolò Gucci |          | svincolato |

| Cessioni | Cessioni        | Cessioni | Cessioni      |
| R.       | Nome            | a        | Modalità      |
| -------- | --------------- | -------- | ------------- |
| D        | Andrea Martucci | Empoli   | fine prestito |

### Sessione invernale
| Acquisti | Acquisti             | Acquisti           | Acquisti      |
| R.       | Nome                 | da                 | Modalità      |
| -------- | -------------------- | ------------------ | ------------- |
| D        | Damiano Manchia      | Terranuova Traiana | fine prestito |
| D        | Mattia Pretato       | Pontedera          | prestito      |
| C        | Ettore Arduini       | Fiorenzuola        | prestito      |
| C        | Fabio Foglia         |                    | svincolato    |
| A        | Raffaele Cantisani   | Crotone            | prestito      |
| A        | Lorenzo Persichini   | Fidelis Andria     | svincolato    |
| A        | Cristiano Sebastiani | Lupa Frascati      | svincolato    |

| Cessioni | Cessioni             | Cessioni            | Cessioni      |
| R.       | Nome                 | a                   | Modalità      |
| -------- | -------------------- | ------------------- | ------------- |
| D        | Leonardo Bruni       | Grosseto            | svincolato    |
| D        | Luca Lorenzini       | Trestina            | fine prestito |
| D        | Damiano Manchia      | Nuova Foiano        | prestito      |
| D        | Marco Romiti         | Real Forte Querceta | svincolato    |
| C        | Giulio Dema          | Terranuova Traiana  | prestito      |
| C        | Daniele Forte        | Cjarlins Muzane     | svincolato    |
| A        | Samake Boubacar      | Vibonese            | svincolato    |
| A        | Cherif Diallo        | Prato               | prestito      |
| A        | Cristiano Sebastiani | Team Nuova Florida  | prestito      |

## Risultati

### Serie D

#### Girone di andata
| Arbitro: | Torreggiani (Civitavecchia) |

|  |           |                                         |
|  | Marcatori | 25’, 85’ Risaliti 63’ Gaddini 85’ Forte |

| Arbitro: | Rodigari (Bergamo) |

|                             |           |                  |
| Pattarello 65’ Convitto 78’ | Marcatori | 25’ Marcheggiani |

| Arbitro: | Ursini (Pescara) |

|  |           |                                        |
|  | Marcatori | 20’ Diallo 22’ Castiglia 90+6’ Gaddini |

| Arbitro: | Cardella (Torre del Greco) |

|                            |           |  |
| Convitto 45’ Castiglia 57’ | Marcatori |  |

| Arbitro: | Allegretta (Molfetta) |

|  |           |                        |
|  | Marcatori | 80’ (rig.) Settembrini |

| Arbitro: | Arcidiacono (Acireale) |

|              |           |  |
| Bramante 85’ | Marcatori |  |

| Coreglia Antelminelli 16 ottobre 2022, ore 15:00 CEST 7ª giornata | Ghiviborgo      | 0 – 0 | Arezzo | Stadio Carraia\| Arbitro: \| Vailati (Crema) \| |
| Arbitro:                                                          | Vailati (Crema) |       |        |                                                 |

| Arbitro: | Giordano (Matera) |

|  |           |              |
|  | Marcatori | 13’ Mencagli |

| Arbitro: | Teghille (Collegno) |

|  |           |                         |
|  | Marcatori | 54’ Diallo 67’ Convitto |

| Arbitro: | Colaninno (Nola) |

|                 |           |                  |
| Settembrini 66’ | Marcatori | 27’ (rig.) Frati |

| Arbitro: | Viapiana (Catanzaro) |

|            |           |                 |
| Attili 46’ | Marcatori | 90+3’ Castiglia |

| Arbitro: | Selva (Alghero) |

|                         |           |             |
| Bianchi 9’ Bramante 18’ | Marcatori | 54’ Aleksic |

| Arbitro: | Manzo (Torre Annunziata) |

|                                               |           |  |
| Santarpia 1’ Sbardella 28’ Roberti 38’ (rig.) | Marcatori |  |

| Arbitro: | Catanzaro (Catanzaro) |

|           |           |                                   |
| Pinto 64’ | Marcatori | 48’ (aut.) Gagliardi 57’ Convitto |

| Arbitro: | Zago (Conegliano) |

|              |           |               |
| Castiglia 4’ | Marcatori | 62’, 85’ Diop |

| Arbitro: | Totaro (Lecce) |

|           |           |          |
| Brevi 86’ | Marcatori | 9’ Gucci |

| Arbitro: | Angelillo (Nola) |

|                        |           |                      |
| Gucci 2’ Bianchi 90+4’ | Marcatori | 70’ (rig.) Riccobono |

#### Girone di ritorno
| Arbitro: | Bortolussi (Nichelino) |

|                         |           |  |
| Castiglia 75’ Gucci 79’ | Marcatori |  |

| Arbitro: | Migliorini (Verona) |

|             |           |                                  |
| Lorusso 29’ | Marcatori | 9’, 55’ (rig.) Gaddini 63’ Gucci |

| Arbitro: | Andeng Tona Mbei (Cuneo) |

|             |           |             |
| Gaddini 13’ | Marcatori | 56’ Bellini |

| Arbitro: | Picardi (Viareggio) |

|                                 |           |              |
| Schinnea 38’ (rig.) Benucci 53’ | Marcatori | 45’ Risaliti |

| Arbitro: | Di Nosse (Nocera Inferiore) |

|                          |           |  |
| Gaddini 41’ Convitto 89’ | Marcatori |  |

| Arbitro: | Terribile (Bassano del Grappa) |

|            |           |                          |
| Bedini 34’ | Marcatori | 45’ Bramante 63’ Gaddini |

| Arbitro: | Tomasi (Lecce) |

|                                 |           |  |
| Risaliti 16’ Gaddini 56’ (rig.) | Marcatori |  |

| Arbitro: | Striamo (Salerno) |

|  |           |               |
|  | Marcatori | 75’ Cantisani |

| Arbitro: | Poli (Verona) |

|           |           |  |
| Gucci 39’ | Marcatori |  |

| Arbitro: | D'Ambrosio Giordano (Collegno) |

|  |           |                                            |
|  | Marcatori | 25’ Gucci 44’ Castiglia 63’, 83’ Cantisani |

| Arbitro: | Frasynyak (Gallarate) |

|                                           |           |             |
| Lazzarini 33’ Convitto 58’ Pattarello 59’ | Marcatori | 25’ Pollace |

| Arbitro: | Gallo (Castellammare di Stabia) |

|           |           |                                |
| Bruni 43’ | Marcatori | 56’ Gucci 70’ (rig.) Castiglia |

| Arezzo 6 aprile 2023, ore 15:00 CEST 30ª giornata | Arezzo                           | 0 – 0 | Ostia Mare | Stadio Città di Arezzo\| Arbitro: \| Liotta (Castellammare di Stabia) \| |
| Arbitro:                                          | Liotta (Castellammare di Stabia) |       |            |                                                                          |

| Arbitro: | Gavini (Aprilia) |

|                                                    |           |           |
| Risaliti 26’ Pinto 45’ (aut.) Castiglia 66’ (rig.) | Marcatori | 2’ Kondaj |

| Arbitro: | Leorsini (Terni) |

|                                                        |           |  |
| Villanova 6’, 10’ Antoni 13’ Borgia 35’ Vannucci 45+4’ | Marcatori |  |

| Arbitro: | Scarpati (Formia) |

|  |           |                           |
|  | Marcatori | 29’ Di Cato 57’ Gramaccia |

| Arbitro: | Papagno (Roma 2) |

|                               |           |                                  |
| Riccobono 57’ De Santis 90+2’ | Marcatori | 45+2’ Persichini 69’ Settembrini |

### Poule scudetto
| Arbitro: | Acquafredda (Molfetta) |

|                                    |           |                     |
| Gucci 33’ Bianchi 48’ Convitto 73’ | Marcatori | 70’ (aut.) Risaliti |

| Arbitro: | Arcidiacono (Acireale) |

|                                              |           |                |
| Della Quercia 7’ Forgione 25’ Allegretti 38’ | Marcatori | 64’ Pattarello |

### Coppa Italia Serie D
| Arbitro: | Leotta (Acireale) |

|                                   |           |                                              |
| Rossi 23’ (rig.), 59’ Lo Faso 82’ | Marcatori | 18’, 90+3’ Risaliti 20’ Boubacar 26’ Poggesi |

| Arbitro: | Mihalache (Terni) |

|            |           |                         |
| Marras 80’ | Marcatori | 5’ Bramante 28’ Gaddini |

| Arbitro: | Paccagnella (Bologna) |

|             |           |                         |
| Mignani 33’ | Marcatori | 35’ Foglia 74’ Bramante |

| Arbitro: | Carsenzuola (Legnano) |

|                 |           |                               |
| Settembrini 43’ | Marcatori | 21’ Allegretti 90+4’ Braghini |

## Statistiche

### Statistiche di squadra
| Competizione         | Punti | In casa | In casa | In casa | In casa | In casa | In casa | In trasferta | In trasferta | In trasferta | In trasferta | In trasferta | In trasferta | Totale | Totale | Totale | Totale | Totale | Totale | DR  |
| Competizione         | Punti | G       | V       | N       | P       | Gf      | Gs      | G            | V            | N            | P            | Gf           | Gs           | G      | V      | N      | P      | Gf     | Gs     | DR  |
| -------------------- | ----- | ------- | ------- | ------- | ------- | ------- | ------- | ------------ | ------------ | ------------ | ------------ | ------------ | ------------ | ------ | ------ | ------ | ------ | ------ | ------ | --- |
| Serie D              | 70    | 17      | 11      | 3       | 3       | 25      | 12      | 17           | 10           | 4            | 3            | 29           | 18           | 34     | 21     | 7      | 6      | 54     | 30     | +24 |
| Poule scudetto       | 6     | 1       | 1       | 0       | 0       | 3       | 1       | 1            | 0            | 0            | 1            | 1            | 3            | 2      | 1      | 0      | 1      | 4      | 4      | 0   |
| Coppa Italia Serie D | -     | 1       | 0       | 0       | 1       | 1       | 2       | 3            | 3            | 0            | 0            | 8            | 5            | 4      | 3      | 0      | 1      | 9      | 7      | +2  |
| Totale               | 76    | 19      | 12      | 3       | 3       | 29      | 15      | 21           | 13           | 4            | 4            | 38           | 26           | 40     | 25     | 7      | 8      | 67     | 41     | +26 |

### Andamento in campionato
| Giornata  | 1 | 2 | 3 | 4 | 5 | 6 | 7 | 8 | 9 | 10 | 11 | 12 | 13 | 14 | 15 | 16 | 17 | 18 | 19 | 20 | 21 | 22 | 23 | 24 | 25 | 26 | 27 | 28 | 29 | 30 | 31 | 32 | 33 | 34 |
| --------- | - | - | - | - | - | - | - | - | - | -- | -- | -- | -- | -- | -- | -- | -- | -- | -- | -- | -- | -- | -- | -- | -- | -- | -- | -- | -- | -- | -- | -- | -- | -- |
| Luogo     | T | C | T | C | T | C | T | C | T | C  | T  | C  | T  | T  | C  | T  | C  | C  | T  | C  | T  | C  | T  | C  | T  | C  | T  | C  | T  | C  | C  | T  | C  | T  |
| Risultato | V | V | V | V | V | V | N | P | V | N  | N  | V  | P  | V  | P  | N  | V  | V  | V  | N  | P  | V  | V  | V  | V  | V  | V  | V  | V  | N  | V  | P  | P  | N  |
| Posizione | 2 | 1 | 1 | 1 | 1 | 1 | 1 | 1 | 1 | 1  | 2  | 2  | 2  | 2  | 2  | 2  | 2  | 2  | 1  | 1  | 2  | 2  | 1  | 1  | 1  | 1  | 1  | 1  | 1  | 1  | 1  | 1  | 1  | 1  |

Legenda:

Luogo: C = Casa; T = Trasferta. Risultato: V = Vittoria; N = Pareggio; P = Sconfitta.